# David Urquhart (Bischof)

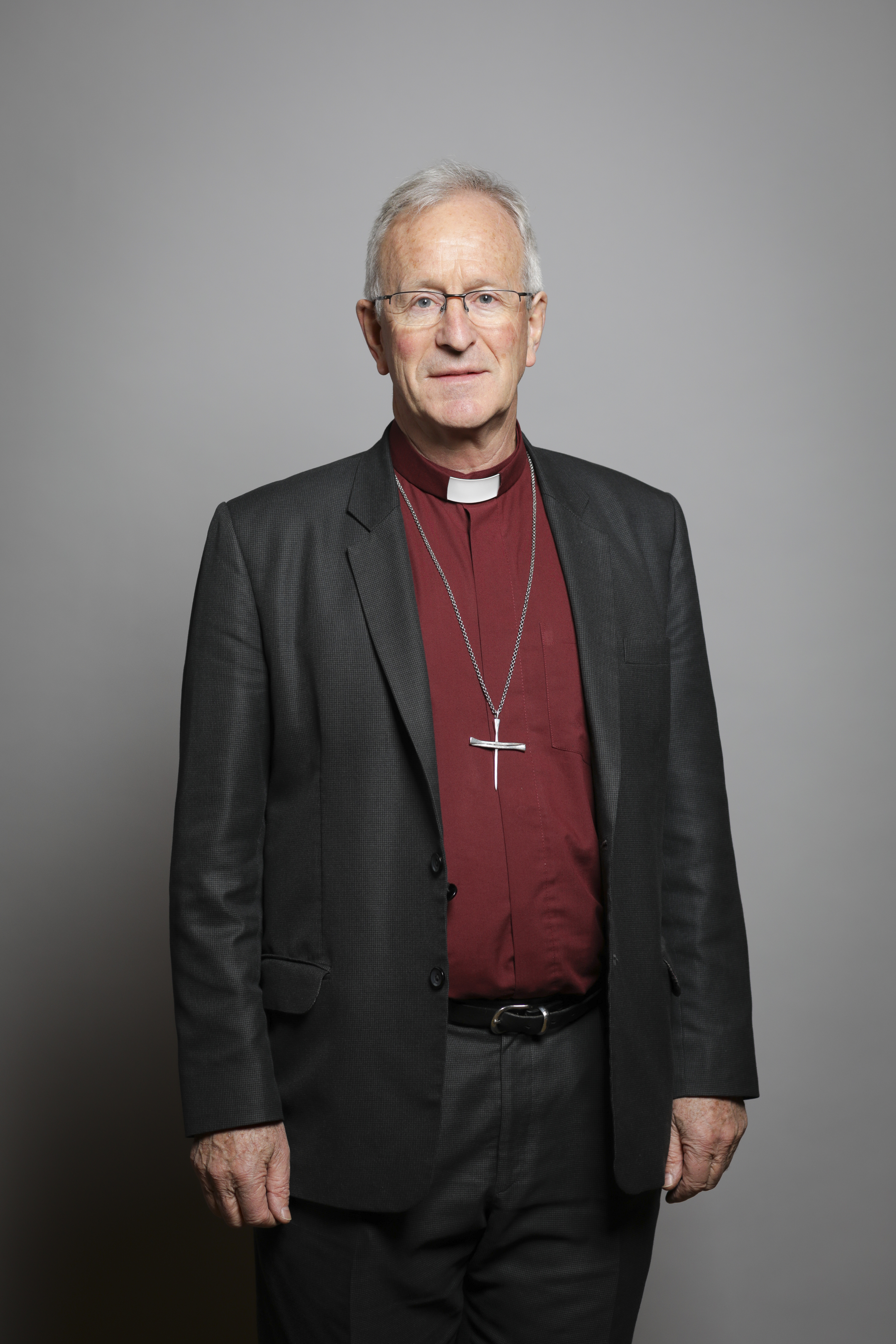
David Urquhart, The Lord Bishop of Birmingham

David Andrew Urquhart KCMG (* 14. April 1952 in Schottland) ist ein britischer anglikanischer Theologe. Er war von 2006 bis 2022 Bischof der Diözese Birmingham der Church of England.

## Leben
Urquhart wuchs in den schottischen Highlands auf. Er besuchte die Rugby School in der Grafschaft Warwickshire und studierte an der Ealing College Business School, an der er 1970 einen Bachelor of Arts erwarb. Nach seinem Abschluss arbeitete er 1971 ein Jahr freiwillig als Entwicklungshelfer in Uganda. Anschließend war er zehn Jahre in verschiedenen Positionen für British Petroleum tätig. 
Zur Vorbereitung auf das Priesteramt studierte er Theologie am Wycliffe Hall College der University of Oxford. 1984 wurde er zum Diakon, 1985 zum Priester geweiht. Er war von 1984 bis 1987 Pfarrvikar an der St. Nicholas Church in Kingston upon Hull in der Diözese von York. 1987 wurde er Dekan (Team Vicar) für den Stadtteil Drypool; dieses Kirchenamt hatte er bis 1992 inne. 1992 wurde er Pfarrer (Vicar) an der Holy Trinity Church in Coventry. 2000 wurde er als „Bischof von Birkenhead“ Suffraganbischof in der Diözese Chester. Im Juni 2006 wurde er zum Bischof von Birmingham ernannt. Am 17. November 2006 wurde er in der Kathedrale von Birmingham offiziell in sein Amt eingeführt.
Urquhart war seit 1994 Vorsitzender (Chairman) der Church Mission Society und seit 2002 Vorsitzender (Chairman) der Wirral Local Strategic Partnership. 2005 wurde er zum Prälaten des Order of St. Michael and St. George ernannt. Urquhart ist Beauftragter des Erzbischofs von Canterbury für die Beziehungen der Anglikanischen Kirche zu China. 2018 wurde er ehrenhalber zum Knight Commander des Order of St. Michael and St. George ernannt.
Im Oktober 2022 legte Urquhart das Amt des Bischofs von Birmingham nieder und begann seinen Ruhestand. Im Februar 2023 wurde er übergangsweise zum Bishop of the Archbishops of Canterbury and York (einer Art Assistenten der beiden Erzbischöfe) ernannt.
Urquhart ist unverheiratet. Zu seinen Hobbys zählt er Wandern und Spaziergänge in den Schottischen Highlands, aktiv Fives spielen und Kinofilme.

## Mitgliedschaft im House of Lords
Urquhart gehört seit 2010 als Geistlicher Lord dem House of Lords an. Er ist Nachfolger von David Charles James, dem früheren Bischof von Bradford. Am 26. Oktober 2010 wurde Urquhart im House of Lords offiziell eingeführt.